# Ewy Rosqvist-von Korff
Ewy Rosqvist-von Korff (Herrestad, Ystad,  3 de agosto de 1929 – 4 de julho de 2024) foi uma piloto de rali da Suécia. Ela ganhou vários campeonatos europeus, bem como a classificação feminina para o Rali da Meia Noite (quatro vezes, agora chamado Rali da Suécia). Sua realização mais notável é a vitória geral no Grande Prêmio da Argentina,  em 1962, com Ursula Wirth como sua co-piloto.

## Biografia
Ewy Jönsson nasceu em 1929 em Stora Herrestads, Ystad, como a única filha de uma família de agricultores de cinco filhos. Depois de frequentar uma escola agrícola, ela se tornou assistente de veterinária.
Em seu trabalho como assistente de veterinária, Jönsson tinha que dirigir um carro, visitando regularmente 7–8 fazendas todos os dias. Foi então que nasceu o seu interesse pela condução (rápida) e, depois de um tempo, começou a registar os tempos das voltas entre as diferentes explorações.
Ambos Ewy (agora com o sobrenome Rosqvist após seu casamento com Yngve Rosqvist) e seu marido se tornaram membros do Royal Automobile Club, no começo com seu marido Yngve Rosqvist fazendo a maior parte da condução, com sua esposa como co-piloto. Depois que o Automobile Club expressou seu interesse, Ewy Rosqvist começou a competir como motorista também.
Ewy Rosqvist foi rápida em se tornar uma corredora competitiva, e depois de um tempo ela foi uma das melhores pilotos femininas da Europa. Em 1960, ela assinou como motorista de fábrica da Volvo. Dois anos depois, a Mercedes Benz comprou seu contrato, iniciando sua carreira internacional a sério. Durante seus anos mais intensos de competição, ela poderia ter até 280 dias de viagem fora de casa.
Ela ganhou o Campeonato Europeu em 1959, 1960 e 1961, esta última dividida com Pat Moss. Ela ganhou a classificação feminina em Midnattssolsrallyt ("Rali da Meia Noite", agora chamado de Rally da Suécia ) de 1959 a 1962.

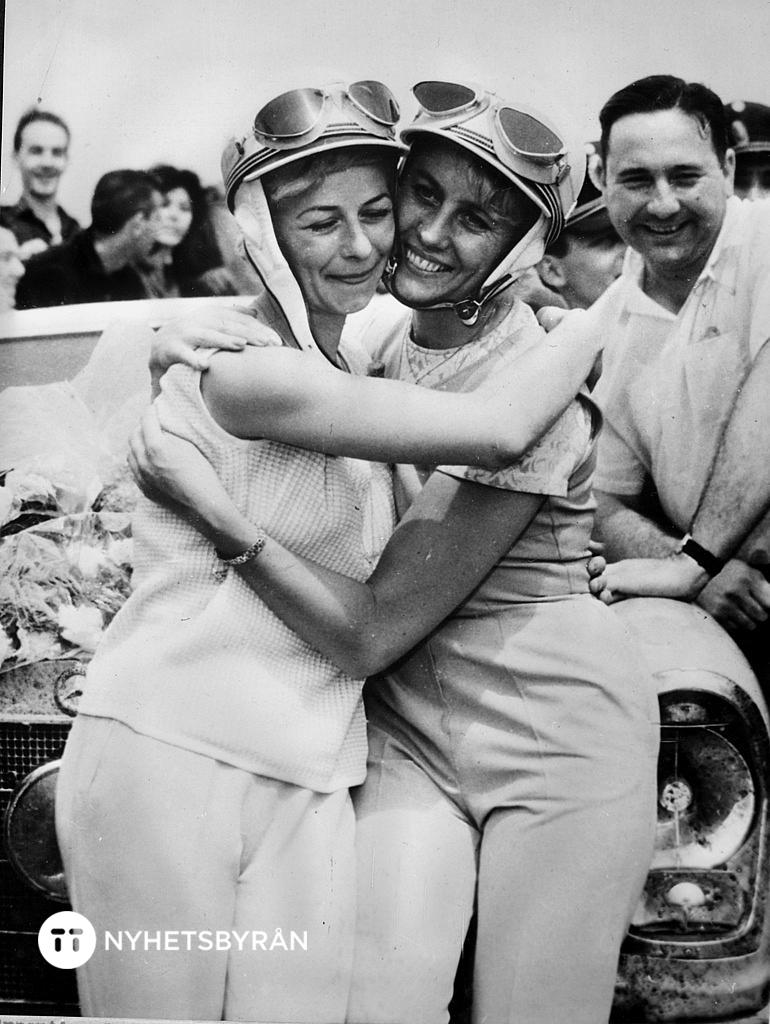
Ursula Wirth e Ewy Rosqvist depois de vencer o Grande Prêmio da Argentina em 1962

## Maior vitória
Em 1962, Ewy Rosqvist participou com sucesso na Argentina do Grande Premio de Argentina (como a primeira mulher), ela dirigiu um grande (2 ton) Mercedes-Benz 220 SE com Ursula Wirth (1934–2019) co-condução. A dupla venceu todas as seis etapas e também estabeleceu um novo recorde de velocidade para a corrida. Em 1961, a velocidade média do vencedor era de 121 km/h, a média de Rosqvist em 1962 era de quase 127 km/h. O GP tinha 4626 km, pelo centro e norte da Argentina. Largaram 287 veículos e chegaram apenas 40.
Nos anos seguintes, Rosqvist ficou em segundo e terceiro lugares (em 1963 e 1964 respectivamente) no GP da Argentina, bem como em vitórias na classe de 2,5 litros tanto no Rally de Monte Carlo quanto em Nürburgring. Ela também participou com sucesso nos ralis da Acrópole e Spa-Sofia-Liège.

## Fim da carreira e morte
Rosqvist parou de participar de grandes corridas depois que a Mercedes-Benz desmobilizou sua equipe de rali de fábrica em 1965. Até então, novos fabricantes com carros mais leves haviam tornado a Mercedes relativamente pesada muito menos competitiva. Ewy Rosqvist recebeu uma oferta para dirigir pela Audi, mas optou por encerrar sua carreira em corridas de primeira linha. Em junho de 1964, ela se casou com Alexander von Korff, chefe da divisão de automobilismo da Mercedes-Benz.
Ewy Rosqvist parou de competir em 1967, depois de uma carreira completamente sem acidentes ou carros quebrados. Seus troféus e carros de corrida são exibidos no Museu da Mercedes-Benz em Estugarda. Ela trabalhou por muitos anos no museu como guia e foi piloto de testes para os novos modelos da Mercedes.
Rosqvist permaneceu por vários anos em Estugarda depois que Alexander von Korff morreu em 1977, mas acabou voltando para a Suécia. Lá conheceu Karl Gustav Svedberg, chefe da empresa Philipson Bil AB, importadora e revendedora de automóveis Mercedes-Benz. Eles viveram juntos até a morte dele em 2009.
Rosqvist morreu em 4 de julho de 2024, aos 94 anos.
Årets idrottskvinna (atleta feminina do ano) 1961, concedido pelo jornal Stockholms-Tidningen.